# Psilacrum nigroscutellatum
Psilacrum nigroscutellatum är en tvåvingeart som beskrevs av Ismay 1986. Psilacrum nigroscutellatum ingår i släktet Psilacrum och familjen fritflugor. Inga underarter finns listade i Catalogue of Life.